# 天草市立五和小学校
天草市立五和小学校（あまくさしりつ いつわしょうがっこう）は、熊本県天草市五和町御領にある小学校。

## 沿革
- 2014年（平成26年）
  - 御領鬼池小学校、城河原小学校、手野小学校、二江小学校を統合、校舎は移転してきた天草市立五和中学校の隣に開校。

## 学校周辺
- 熊本県道284号坂瀬川鬼池港線
- 島原湾
- 天草セントラル病院

## 通学区域
2014年4月1日現在、通学区域は五和町全域である。

## 進学先中学校
- 天草市立五和中学校 - 全域[1]